# FV-30
De FV-30 is een hoofdverkeersweg op het Spaanse eiland Fuerteventura. De weg loopt vanaf de kruising met de hoofdweg FV-20, even ten westen van Puerto del Rosario, naar het binnenland langs de plaatsen Betancuria en Pájara naar Tuineje.

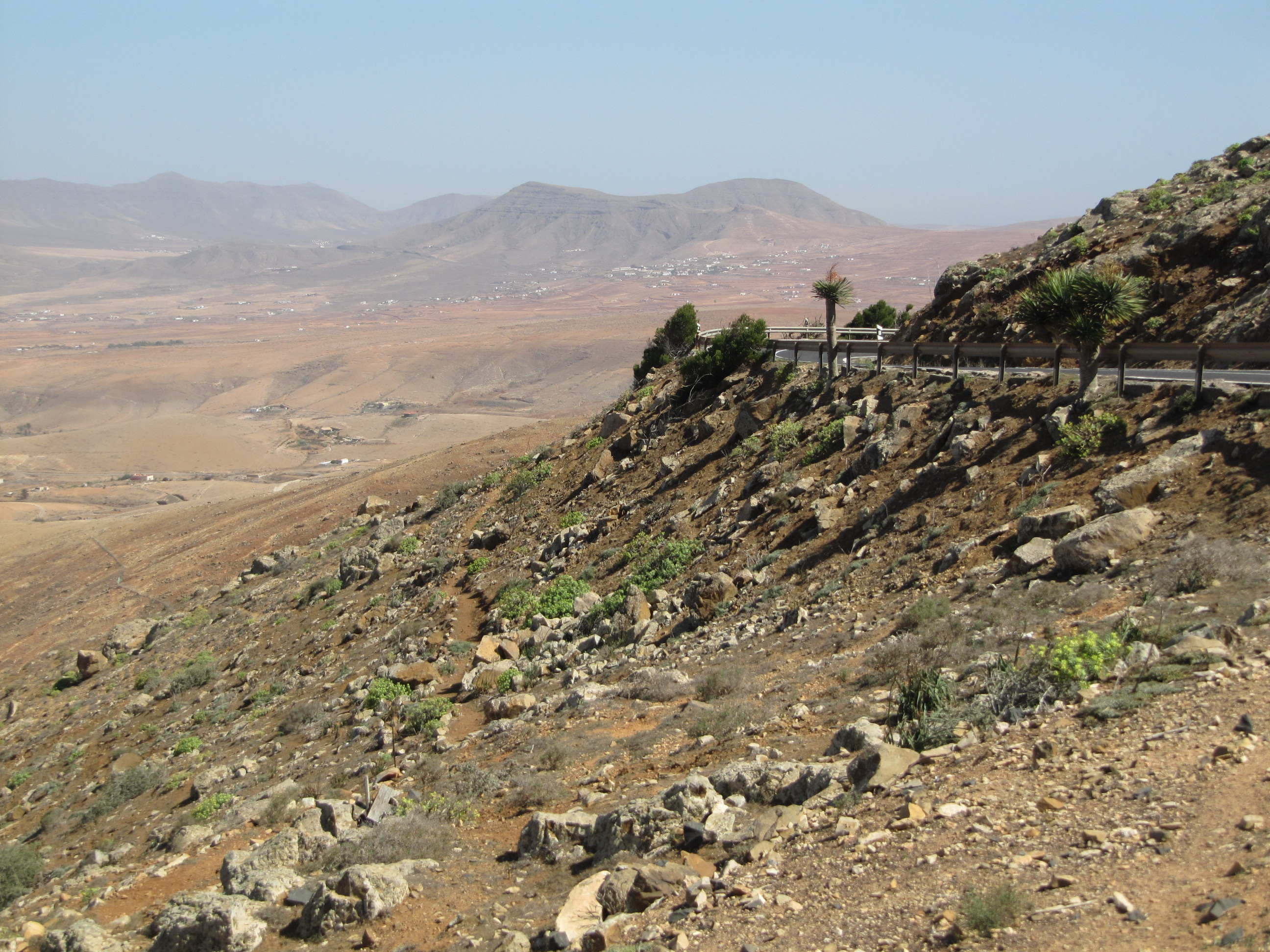
De weg in het binnenland
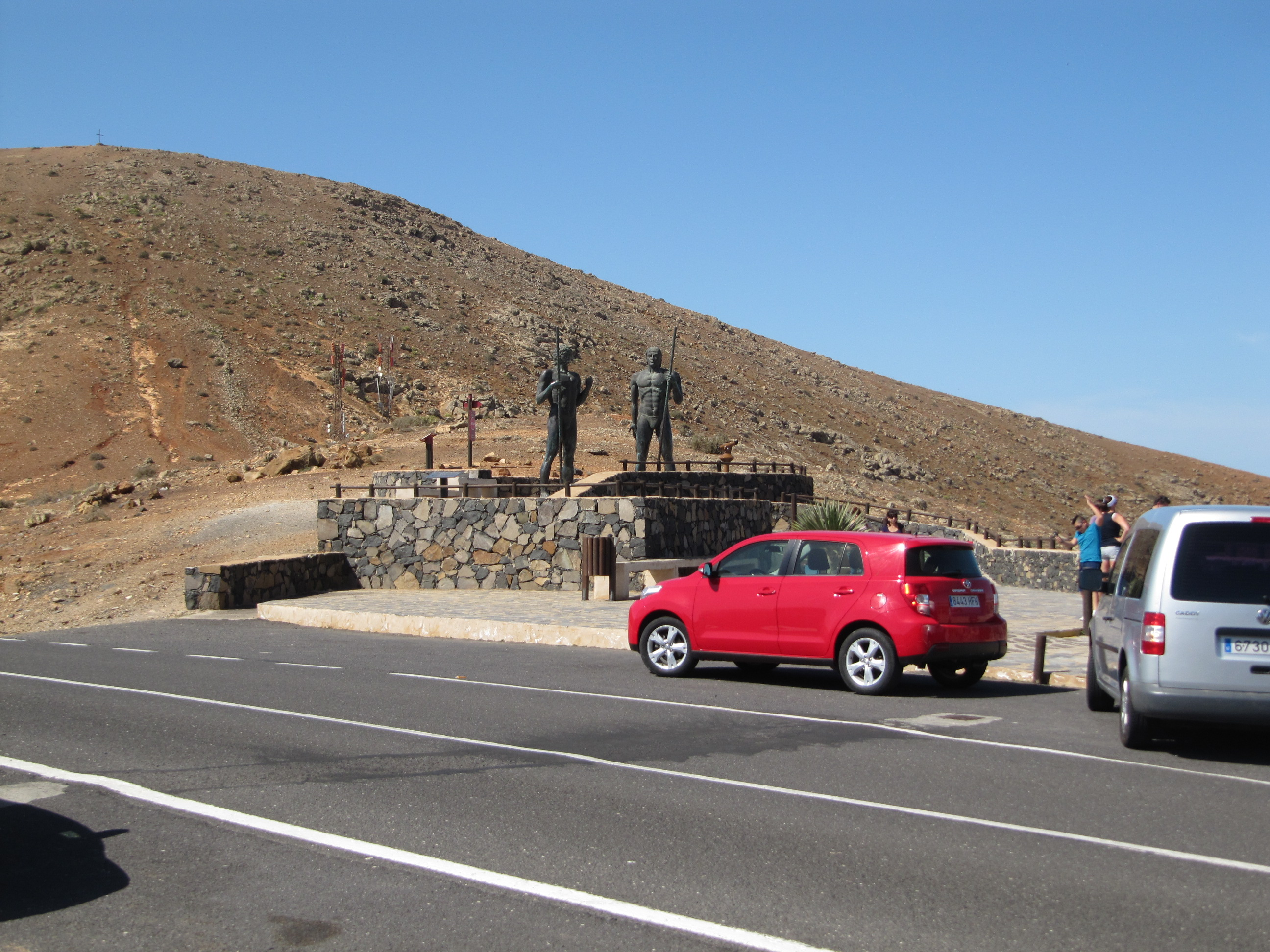
Uitzichtpunt bij Betancuria